# Гойтсвілл (Юта)
Гойтсвілл (англ. Hoytsville) — переписна місцевість (CDP) в США, в окрузі Самміт штату Юта. Населення — 702 особи (2020).

## Географія
Гойтсвілл розташований за координатами 40°52′32″ пн. ш. 111°23′5″ зх. д. / 40.87556° пн. ш. 111.38472° зх. д. (40.875492, -111.384717).  За даними Бюро перепису населення США в 2010 році переписна місцевість мала площу 11,53 км², уся площа — суходіл.

## Демографія
Згідно з переписом 2010 року, у переписній місцевості мешкало 607 осіб у 206 домогосподарствах у складі 166 родин. Густота населення становила 53 особи/км².  Було 225 помешкань (20/км²).
Расовий склад населення:
| - 90,4 % — білих - 0,3 % — корінних американців - 0,3 % — чорних або афроамериканців - 0,2 % — вихідців з тихоокеанських островів - 0,2 % — азіатів - 7,2 % — осіб інших рас |

До двох чи більше рас належало 1,3 %. Частка іспаномовних становила 10,5 % від усіх жителів.
За віковим діапазоном населення розподілялося таким чином: 31,5 % — особи молодші 18 років, 58,3 % — особи у віці 18—64 років, 10,2 % — особи у віці 65 років та старші. Медіана віку мешканця становила 34,4 року. На 100 осіб жіночої статі у переписній місцевості припадало 109,3 чоловіків;  на 100 жінок у віці від 18 років та старших — 105,9 чоловіків також старших 18 років.
Середній дохід на одне домашнє господарство  становив 60 007 доларів США (медіана — 55 208), а середній дохід на одну сім'ю — 62 612 долари (медіана — 57 083). За межею бідності перебувало 25,9 % осіб, у тому числі 26,4 % дітей у віці до 18 років та 23,3 % осіб у віці 65 років та старших.
Цивільне працевлаштоване населення становило 368 осіб. Основні галузі зайнятості: освіта, охорона здоров'я та соціальна допомога — 19,0 %, роздрібна торгівля — 18,8 %, будівництво — 18,8 %.